# ميجر لويد دبليو. وليامز
ميجر لويد دبليو. وليامز (بالإنجليزية: Lloyd W. Williams)‏ هو ضابط أمريكي، ولد في 5 يناير 1887 في بريفيل في الولايات المتحدة، وتوفي في 12 يونيو 1918 في شاتو تييري في فرنسا.